# Pleine-Selve (Aisne)
Pour les articles homonymes, voir Pleine-Selve.
Pleine-Selve est une commune française située dans le département de l'Aisne, en région Hauts-de-France.

## Géographie

### Hydrographie
La commune est située dans le bassin Seine-Normandie. Elle n'est drainée par aucun cours d'eau,.

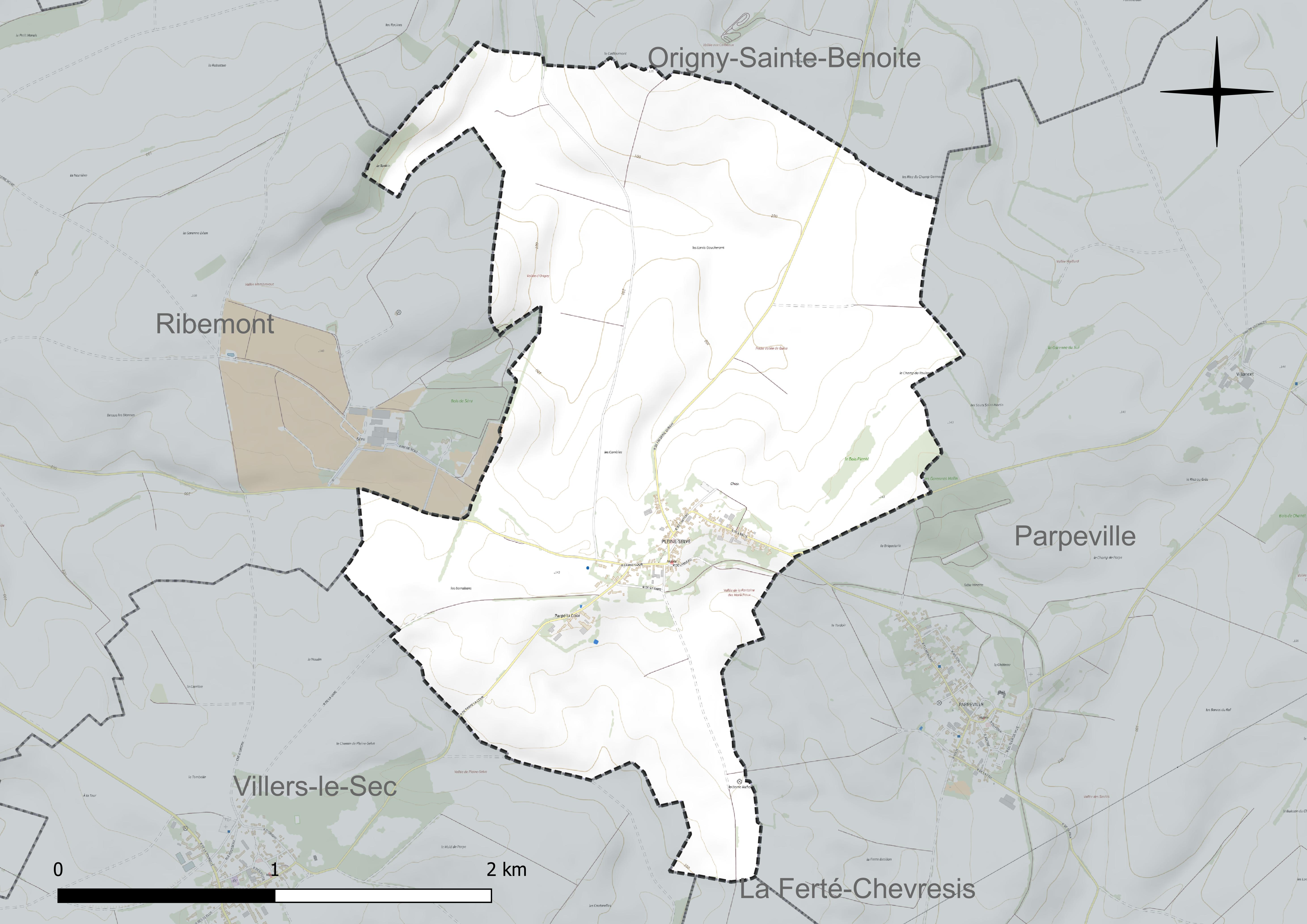
Réseau hydrographique de Pleine-Selve.

### Climat
Pour des articles plus généraux, voir Climat des Hauts-de-France et Climat de l'Aisne.
En 2010, le climat de la commune est de type climat océanique dégradé des plaines du Centre et du Nord, selon une étude du CNRS s'appuyant sur une série de données couvrant la période 1971-2000. En 2020, Météo-France publie une typologie des climats de la France métropolitaine dans laquelle la commune est exposée à un climat océanique altéré et est dans la région climatique Nord-est du bassin Parisien, caractérisée par un ensoleillement médiocre, une pluviométrie moyenne régulièrement répartie au cours de l'année et un hiver froid (3 °C).
Pour la période 1971-2000, la température annuelle moyenne est de 10,1 °C, avec une amplitude thermique annuelle de 14,9 °C. Le cumul annuel moyen de précipitations est de 802 mm, avec 11,7 jours de précipitations en janvier et 9,2 jours en juillet. Pour la période 1991-2020, la température moyenne annuelle observée sur la station météorologique la plus proche, située sur la commune d'Aulnois-sous-Laon à 21 km à vol d'oiseau, est de 11,0 °C et le cumul annuel moyen de précipitations est de 685,6 mm,. Pour l'avenir, les paramètres climatiques de la commune estimés pour 2050 selon différents scénarios d'émission de gaz à effet de serre sont consultables sur un site dédié publié par Météo-France en novembre 2022.

## Urbanisme

### Typologie
Au 1er janvier 2024, Pleine-Selve est catégorisée commune rurale à habitat dispersé, selon la nouvelle grille communale de densité à 7 niveaux définie par l'Insee en 2022.
Elle est située hors unité urbaine. Par ailleurs la commune fait partie de l'aire d'attraction de Saint-Quentin, dont elle est une commune de la couronne,. Cette aire, qui regroupe 120 communes, est catégorisée dans les aires de 50 000 à moins de 200 000 habitants,.

### Occupation des sols
L'occupation des sols de la commune, telle qu'elle ressort de la base de données européenne d'occupation biophysique des sols Corine Land Cover (CLC), est marquée par l'importance des territoires agricoles (93,7 % en 2018), en augmentation par rapport à 1990 (92,1 %). La répartition détaillée en 2018 est la suivante : 
terres arables (91,6 %), zones urbanisées (6,3 %), zones agricoles hétérogènes (2,1 %).
L'évolution de l'occupation des sols de la commune et de ses infrastructures peut être observée sur les différentes représentations cartographiques du territoire : la carte de Cassini (XVIIIe siècle), la carte d'état-major (1820-1866) et les cartes ou photos aériennes de l'IGN pour la période actuelle (1950 à aujourd'hui).

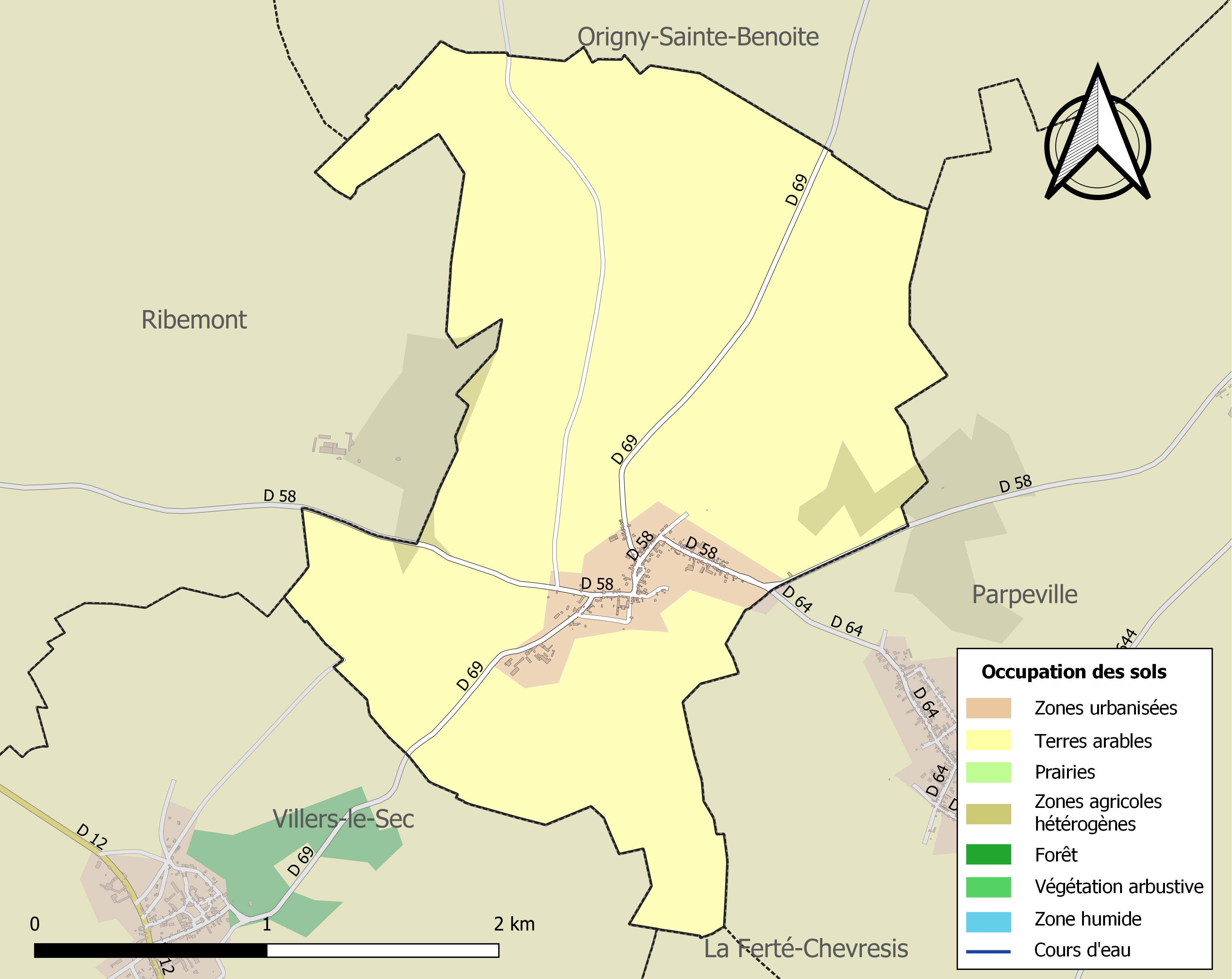
Carte de l'occupation des sols de la commune en 2018 (CLC).

## Toponymie
Le village est cité pour la première fois sous l'appellation latine de Plana Silva en 1173. Le nom variera encore ensuite de nombreuses fois en fonction des différents transcripteurs : Plena-Silva, Plaine-Selve, Plainne-Serve, et enfin l'appellation actuelle Pleine-Selve au XVIIIe siècle sur la carte de Cassini.
De l'adjectif féminin de la langue d'oïl plaine (« plane, plate ») et Selve, sève (« forêt »).

## Histoire
|  |  |

Carte de Cassini

La carte de Cassini montre qu'au XVIIIe siècle, Pleine-Selve est une paroisse.

Le nom du village viendrait de Plene Sylva, un grand bois qui a été défriché en 1870.

Au sud, le hameau de Parpelacourt est encore présent actuellement. Il est cité en 1133 sous le nom de Parpres.

Deux moulins à vent en bois fonctionnaient à cette époque dans le village; celui de droite était appelé le Moulin Dromas.

Le château est représenté au nord-est du village. Dans sa monographie parue en 1884, M Guilmot écrit que les derniers vestiges 
de ce château, la porte d'entrée et des murailles, ont été démolies en 1883.

Au nord est représenté l'ermitage (écrit  hermitage) Sainte-Yolaine. D'après la légende, Sainte-Yolaine aurait été suppliciée et inhumée à Pleine-Selve. Une chapelle a été élevée sur son tombeau. Jusqu'à la Révolution, des ermites vivant d'aumônes ont tenu cette chapelle. 

Autrefois entourée de bois, cette chapelle a été de nombreuses fois rénovée.

Une monographie sur le village, consultable sur le site des Archives départementales de l'Aisne, a été écrite en 1870 par M. Guilmot

### Passé ferroviaire du village
|  |  |  |  |

De 1900 à 1958, Pleine-Selve a été traversé par la ligne de chemin de fer de Ribemont à La Ferté-Chevresis, qui , venant de Villers-le-Sec, passait au sud du village et se dirigeait vers Parpeville.
 
Chaque jour, trois trains s'arrêtaient dans chaque sens devant la gare  pour prendre les passagers qui se rendaient soit à Ribemont, et ensuite vers Guise ou Saint-Quentin soit à La Ferté-Chevresis et ensuite vers La Fère.

A une époque où le chemin de fer était le moyen de déplacement le plus pratique, cette ligne connaissait un important trafic de passagers et de marchandises. 

À partir de 1950, avec l'amélioration des routes et le développement du transport automobile, le trafic ferroviaire a périclité et la ligne a été fermée en 1958. Les rails ont été retirés.  Quelques tronçons de l'ancienne ligne subsistent encore de nos jours utilisés comme sentier de randonnée. La gare qui avait été détruite par les Allemands en 1918 fut reconstruite vers 1920. Elle n'existe plus se nos jours.

## Politique et administration

### Découpage territorial
La commune de Pleine-Selve est membre de la communauté de communes du Val de l'Oise, un établissement public de coopération intercommunale (EPCI) à fiscalité propre créé le 1er janvier 2014 dont le siège est à Mézières-sur-Oise. Ce dernier est par ailleurs membre d'autres groupements intercommunaux.
Sur le plan administratif, elle est rattachée à l'arrondissement de Saint-Quentin, au département de l'Aisne et à la région Hauts-de-France. Sur le plan électoral, elle dépend du  canton de Ribemont pour l'élection des conseillers départementaux, depuis le redécoupage cantonal de 2014 entré en vigueur en 2015, et de la troisième circonscription de l'Aisne  pour les élections législatives, depuis le dernier découpage électoral de 2010.

### Administration municipale
| Période                                  | Période                       | Identité            | Étiquette | Qualité                                    |
| ---------------------------------------- | ----------------------------- | ------------------- | --------- | ------------------------------------------ |
| Les données manquantes sont à compléter. |                               |                     |           |                                            |
| avant 1995                               | 2001                          | Jean-Luc Crapier    | DVD       |                                            |
| mars 2001                                | mars 2008                     | Jean-Claude Deselle |           |                                            |
| mars 2008                                | En cours (au 13 juillet 2020) | Pierre-Luc Crapier  | DVD       | Agriculteur Réélu pour le mandat 2020-2026 |

## Démographie
L'évolution du nombre d'habitants est connue à travers les recensements de la population effectués dans la commune depuis 1793. Pour les communes de moins de 10 000 habitants, une enquête de recensement portant sur toute la population est réalisée tous les cinq ans, les populations de référence des années intermédiaires étant quant à elles estimées par interpolation ou extrapolation. Pour la commune, le premier recensement exhaustif entrant dans le cadre du nouveau dispositif a été réalisé en 2004.

En 2022, la commune comptait 191 habitants, en évolution de +17,9 % par rapport à 2016 (Aisne : −1,97 %, France hors Mayotte : +2,11 %).
| 1793 | 1800 | 1806 | 1821 | 1831 | 1836 | 1841 | 1846 | 1851 |
| ---- | ---- | ---- | ---- | ---- | ---- | ---- | ---- | ---- |
| 450  | 484  | 436  | 540  | 519  | 570  | 557  | 546  | 541  |

| 1856 | 1861 | 1866 | 1872 | 1876 | 1881 | 1886 | 1891 | 1896 |
| ---- | ---- | ---- | ---- | ---- | ---- | ---- | ---- | ---- |
| 517  | 526  | 519  | 512  | 454  | 502  | 495  | 442  | 448  |

| 1901 | 1906 | 1911 | 1921 | 1926 | 1931 | 1936 | 1946 | 1954 |
| ---- | ---- | ---- | ---- | ---- | ---- | ---- | ---- | ---- |
| 473  | 448  | 409  | 283  | 292  | 275  | 231  | 251  | 212  |

| 1962 | 1968 | 1975 | 1982 | 1990 | 1999 | 2004 | 2006 | 2009 |
| ---- | ---- | ---- | ---- | ---- | ---- | ---- | ---- | ---- |
| 220  | 222  | 175  | 149  | 187  | 179  | 166  | 161  | 180  |

| 2014 | 2019 | 2022 | - | - | - | - | - | - |
| ---- | ---- | ---- | - | - | - | - | - | - |
| 165  | 192  | 191  | - | - | - | - | - | - |

## Lieux et monuments
- Église Saint-Brice de Pleine-Selve du XIVe siècle. Chœur et transept sont gothiques et classés monuments historiques en 1913.
- Cimetière (depuis 1810).
- Monument aux morts.
- Chapelle Sainte-Yolaine.
- Calvaire.
- Ancien château (famille de Macquerel).
- Fermes.

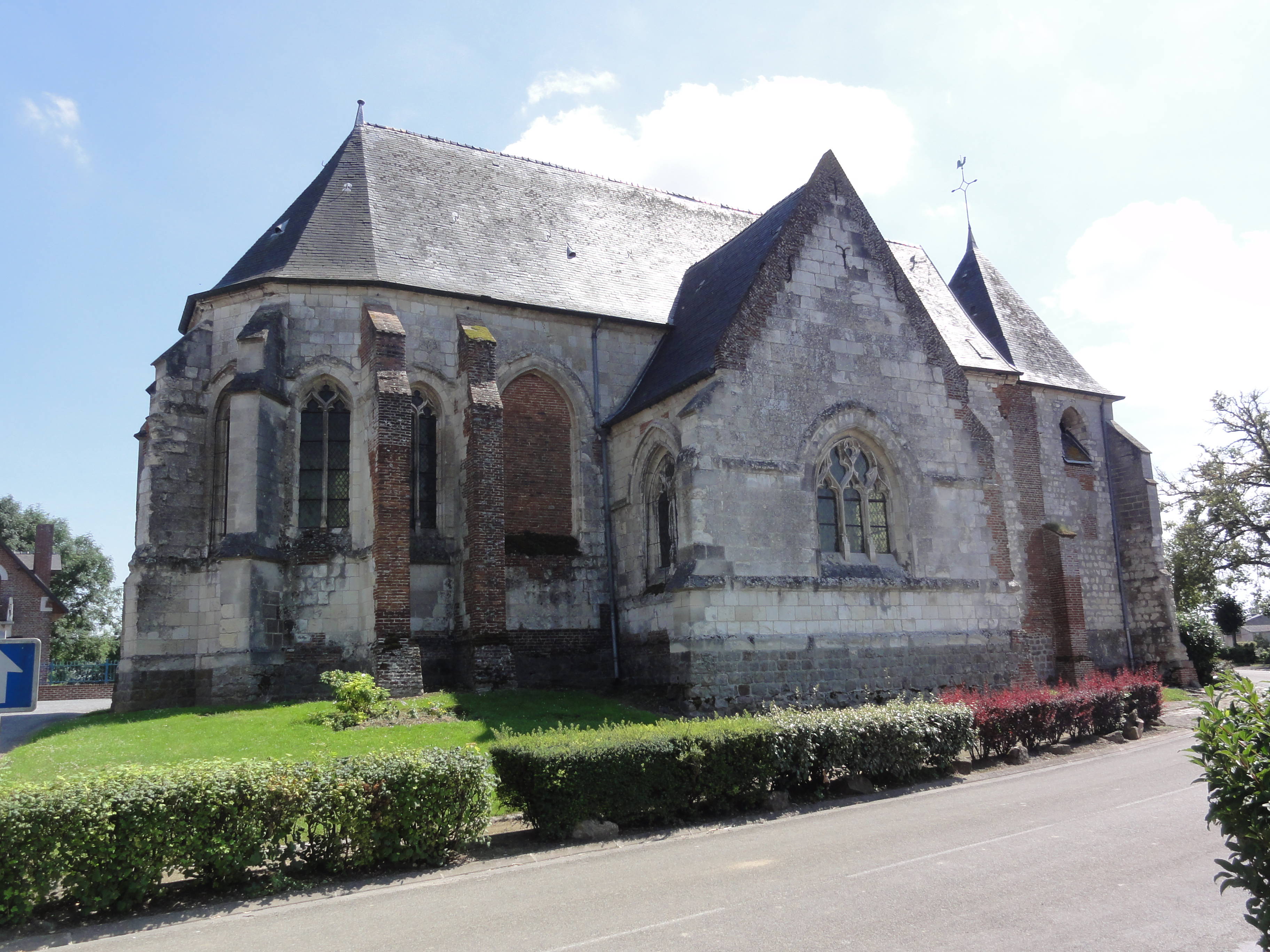
Église Saint-Brice.
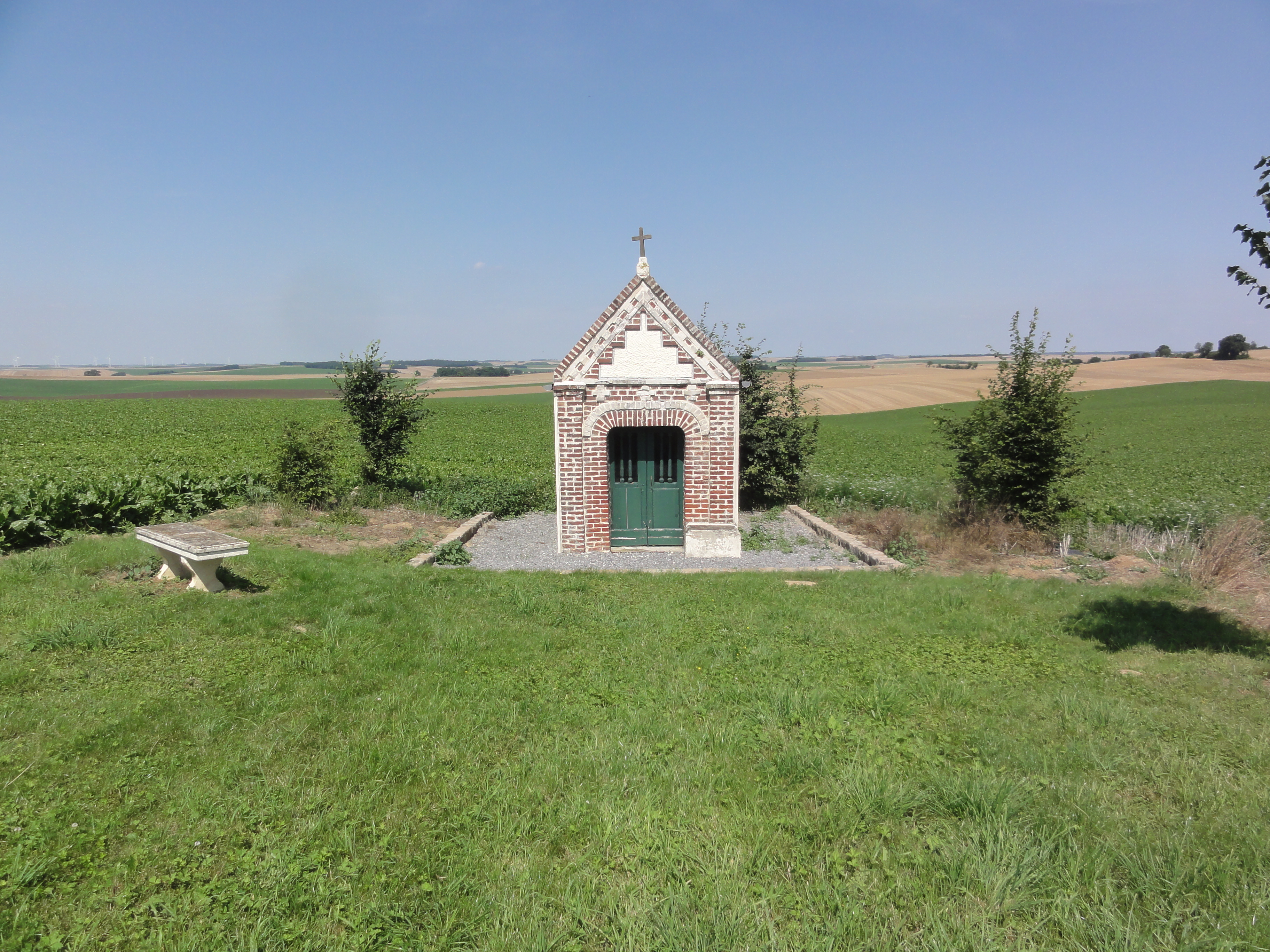
Chapelle Sainte-Yolaine.
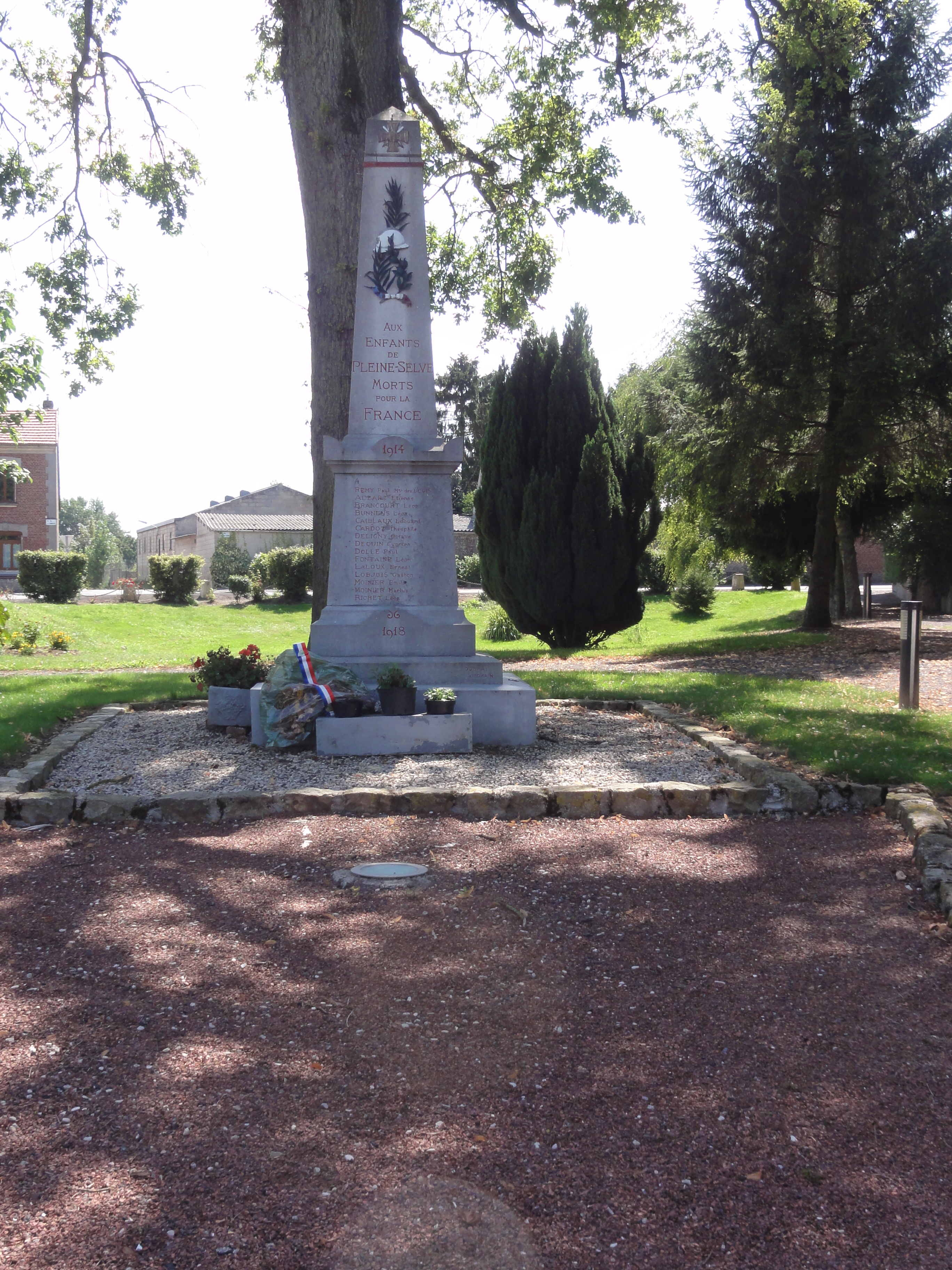
Monument aux morts.
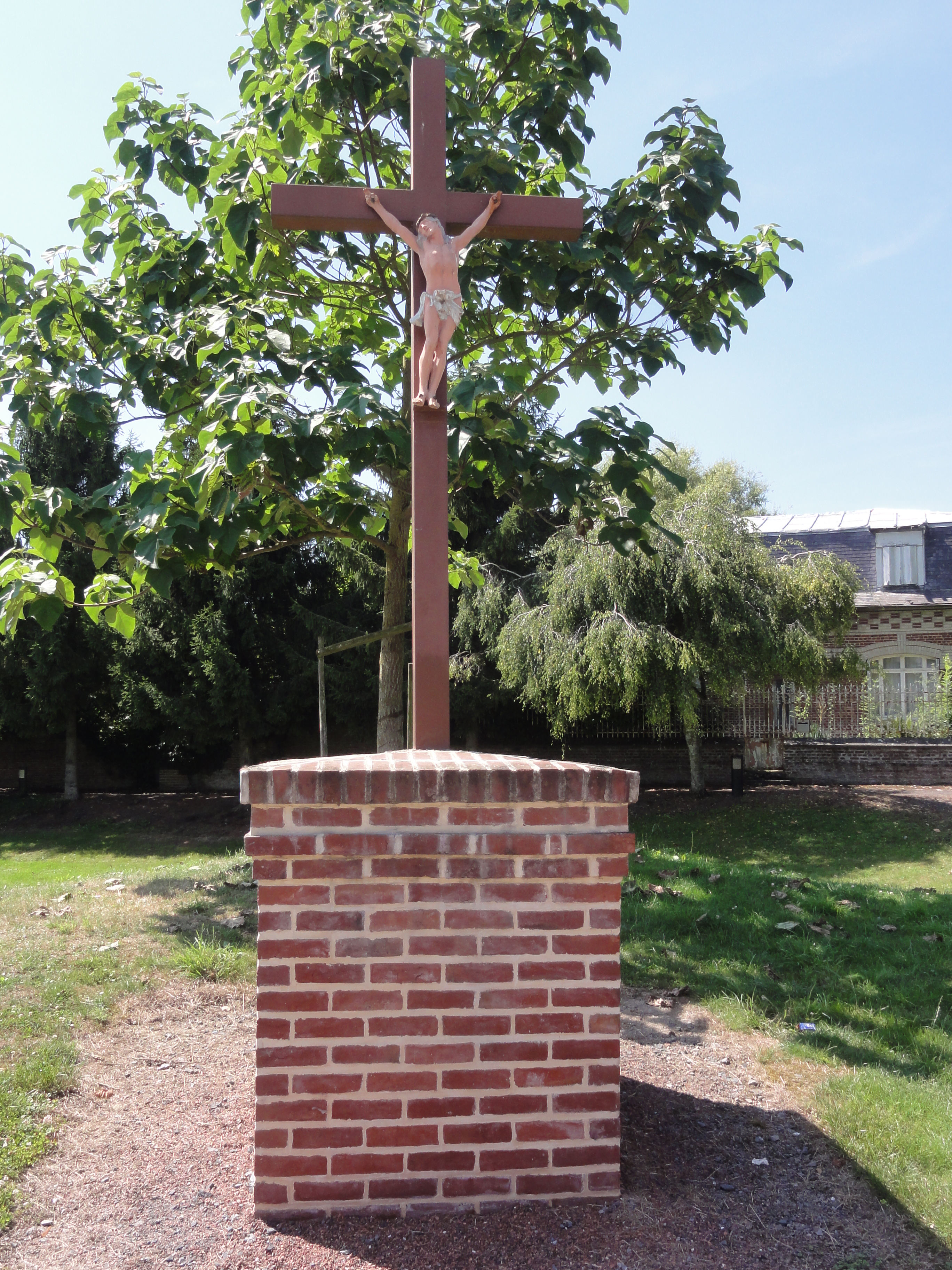
Calvaire.

## Personnalités liées à la commune
- Sainte Yolaine, martyre brûlée vive le 17 janvier 363.
- Frédéric Durain, soldat mort à la guerre d'Algérie, fils de Raymond Durain de Sérillac et de Marie Louise Preuvot. La rue Frédéric-Durain porte son nom.